# アイダホ州の旗

アイダホ州の旗

アイダホ州の旗（アイダホしゅうのはた）は、アメリカ合衆国アイダホ州の州旗。青地に州章がデザインされている。公式の記述によると、州旗の周りに金色で縁取りされているのが正式だが、多くの版で縁取りがないものもある。
州章には、鉱夫及び女性が登場し、平等、自由、正義を象徴している。またアイダホ州の主要な天然資源である鉱物、森林、田園、野生動物が示されている。
この旗は、1899年の米西戦争の際にアイダホ第一連隊によって使用された旗に基づいてデザインされた。1907年3月12日に承認され、1957年に少し変更された。